# Kovács Zoltán (pszichológus)
Kovács Zoltán (Budapest, 1943–) egyetemi oktató, kutató, jelenleg a Pázmány Péter Katolikus Egyetem tanszékvezető egyetemi docense, a BCE egyetemi magántanára.
Szakterülete az alkalmazott szociálpszichológia (vezetés- és döntéspszichológia), szervezet- és munkapszichológia.
1971 és 2001 között tagja volt az Englander Tibor által alapított Döntéspszichológiai Kutatócsoportnak, ily módon részese volt a hazai döntéspszichológia megalapozásának. Kandidátusi értekezését is e témakörhöz kapcsolódóan írta "A bizonytalanság forrásai döntéshozó csoportokban" címmel.
Pályafutása során 3 egyetemi tanszék megalapítója: Szociál- és munkapszichológiai Tanszék (Debreceni Egyetem, 1991), Pszichológia és Pedagógiai Tanszék (Budapesti Corvinus Egyetem, 2000), Fejlődés- és Szociálpszichológiai Tanszék (PPKE BTK, 2012).
Széchenyi Professzori ösztöndíjas (1997-2001).

## Tanulmányai
Egyetemi tanulmányait Budapesten, az ELTE-n végezte (1961-66). 1966-ban szerzett oklevelet (okleveles pszichológus, pszichológia és magyar nyelv és irodalom szakos középiskolai tanár). 1986-ban munka- és szervezetpszichológusi diplomát szerzett. 1984-ben védte meg kandidátusi értekezését (pszichológiai tudomány).

## Szakmai pályafutása
1966-1967-ben a Pamutnyomóipari Vállalatnál dolgozott pszichológusként. Ezt követően (1967-1968) a Kohó- és Gépipari Minisztérium Ipargazdasági, Szervezési és Számítástechnikai Intézeténél pszichológusként, majd (1969-1971) vezető szakpszichológusként tevékenykedett.
1971-től 1974-ig az MTA Pszichológiai Intézeténél MTA TMB ösztöndíjas, az MTA Pszichológiai Kutató Intézet tudományos munkatársa (1974-1984), majd pedig az intézet tudományos főmunkatársa (1985-2001). Az MTA Pszichológiai Kutató Intézetnél töltött évei alatt 1989 és 1991 között igazgatóhelyettesi posztot töltött be.
1986 és 2000 között a Debreceni Egyetem Pszichológiai Intézetének egyetemi docense. Az egyetemen a pszichológusképzés során munkalélektant, szociálpszichológiát, vezetéslélektant, döntéslélektant, gazdaságpszichológiát, alkalmazott szociálpszichológiát és pszichológiatörténetet oktatott. 1991-től 2000-ig az egyetem Szociál- és munkapszichológiai Tanszékének vezetője, illetve a Debreceni Egyetem Pszichológia Intézetének intézetigazgatója (1991-1998). A Pszichológia Intézet igazgatójaként a Pszichológiai tantárgyfejlesztési munkálatokat is irányította.
1993-tól a Budapesti Műszaki és Gazdaságtudományi Egyetem munka- és szervezetpszichológiai szakpszichológus képzésen belül gazdaságpszichológiát és alkalmazott szociálpszichológiát tanított (1993-2000).
2000 és 2011 között a Budapesti Corvinus Egyetem Társadalomtudományi Kar Pszichológia és Pedagógia Tanszékének egyetemi docense, tanszékvezető (2000-2005), dékánhelyettes (2000-2007), majd a Tanárképző központ igazgatója (2000-2008). Tanszékvezetőként a tanárképzés megújításán munkálkodott az egyetemen. Oktatási tevékenységét illetően pszichológiai elméletek, társas kapcsolatok pszichológiája, vezetés-, döntés- és szervezetpszichológia, valamint szervezetelméletek témájú tárgyakat tanított. 2011 óta a Budapesti Corvinus Egyetem magántanára.
2002 és 2013 között a Pécsi Tudományegyetem Pszichológiai Intézetében, a Pszichológiai Doktori Iskola Alkalmazott Pszichológiai Programjának programvezetője. Az elmúlt 15 évben 13 PhD hallgató a témavezetése alatt szerzett PhD fokozatot (Németh Erzsébet (1999), Zala (Mező) Enikő (2000), Molnárné, Kovács Judit (2000), Málovits Éva (2001), Póth Ágnes (2001), Sütőné, Koczka Ágota (2002), Sass Judit (2005), Bodnár Éva (2007), Balogh László (2008), Szászvári Karina (2011), Hegyi Hella (2012), Balázs László (2013), Márta Bettina (2013)).
Jelenleg a Budapesti Corvinus Egyetemen kívül a Pázmány Péter Katolikus Egyetem Pszichológiai Intézetének egyetemi docense (2010-től). Az egyetemen szociálpszichológiát, munka- és szervezetpszichológiát, vezetés- és döntéspszichológiát, gazdaságpszichológiát, valamint alkalmazott szociálpszichológiát oktat. 2012 óta megbízott tanszékvezető.

## Szakmai testületi tagságok, tevékenységek
Kovács Zoltán Dezső egyetemi munkássága mellett 1990-től 2006-ig az MTA Pszichológiai Bizottságának tagja, az Országos Tudományos Kutatási Alapprogramok (OTKA) pszichológiai zsűri elnöke (1991-1996), valamint a Magyar Tudományos Akadémia választott közgyűlési doktor képviselője (1998-2004). 2000-2009 között a Magyar Pszichológiai Szemle rovatvezetőjeként tevékenykedett.
Jelenleg tagja a Magyar Pszichológiai Társaságnak, az Európai Alkalmazott Szociálpszichológiai Társaságnak, a Nemzetközi Gazdaságpszichológiai Társaságnak, a Magyar Pszichológiai Szemle szerkesztő bizottságának, az European Association of Experimental Social Psychologynak, illetve a Pro Psychologiae Alapítvány kuratórium elnöke.

## Kitüntetések
- A Budapesti Corvinus Egyetem aranyérme (2007)
- Magyar Köztársasági Érdemrend Lovagkeresztje (2008)
- Pedagógus Szolgálati Emlékérem (2010)

## Publikációi
1. Kovács Zoltán: A munkavállalás okai és a munkanélküliség következményei. In: Kiss Enikő Csilla, Sz. Makó Hajnalka (szerk.): Mentálhigiéné és segítő hivatás. Pannónia Könyvek, Pécs 2013.pp. 116–130.
2. Kovács Zoltán: Társas kapcsolatok és csoportfolyamatok. In: Forgács Attila, Kovács Zoltán, Bodnár Éva, Sass Judit: Alkalmazott pszichológia. Szociálpszichológia, Munka- és szervezetpszichológia Budapest: Budapesti Corvinus Egyetem , 2009. pp. 87–123.
3. Sass Judit, Kovács Zoltán: A szervezeti bizalom összehasonlító vizsgálata a quinni szervezeti kultúra típusokban. In: Kozma Tamás, Perjés István (szerk.): Új kutatások a neveléstudományokban Budapest: MTA Pedagógiai bizottság, 2009. pp. 69–81.
4. Kovács Zoltán : A munka- és szervezetpszichológia történetének vázlata. In: Forgács Attila, Kovács Zoltán, Bodnár Éva, Sass Judit (szerk.):Alkalmazott pszichológia Budapest: Aula Kiadó, 2009. pp. 131–148.
5. Kovács Zoltán: A munka motivációs elméletei. In: Forgács Attila (szerk.): Alkalmazott Pszichológia: Szociálpszichológia : Munka- és szervezetpszichológia Budapest: BCE Levelező Képzése, 2009. pp. 175–198.
6. Szervezeti látleletek. A szervezetpszichológia hazai kutatási irányai; szerk. Faragó Klára, Kovács Zoltán; Akadémiai, Bp., 2005 (Pszichológiai szemle könyvtár)
7. 30 év. A Pszichológia és Pedagógia Tanszék története; szerk. Kovács Zoltán, Perjés István; Budapesti Közgazdaságtudományi és Államigazgatási Egyetem, Bp., 2002
8. Életvilágok találkozása. Az iskola külső és belső világának interdiszciplináris vizsgálata; szerk. Perjés István, Kovács Zoltán; Aula, Bp., 2002 (Iskolaképek)
9. Élettörténet és megismerés. Tanulmányok Pataki Ferenc tiszteletére; szerk. László János, társszerk. Csepeli György, Kovács Zoltán; Scientia Humana, Bp., 1998